# Barranc de les Malladetes
El Barranc de les Malladetes és un corrent fluvial del Baix Ebre, que desemboca al barranc del Boc.